# Річкові монітори типу «Хасан»
Монітори типу «Хасан» (проєкту 1190) — серія радянських моніторів, які служили у складі Амурської військової флотилії.

## Історія
Морські сили РСЧА на Далекому Сході до 1925 року практично втратили бойову цінність. Тихоокеанська ескадра так і не була відроджена після катастрофічної поразки у російсько-японській війні. Тому СРСР був змушений розраховувати на берегову оборону та захищати від можливого проникнення японських сил у ріку Амур, для чого була призначена Амурська військова флотилія.
Основу Амурської флотилії складали баштові канонерські човни типу «Шквал», які на момент побудови були найсильнішими річковими кораблями у світі. Але вони мали недостатню морехідність для виходу у Татарську протоку.
У 1915 році Бюро проєктування суден Балтійського заводу в Петрограді розробило проєкт важкого монітора водотоннажністю 1400 т з 120-мм гарматами. Корабель мав отримати чотири дизельних двигуна. Але проєкт не вдалося реалізувати через Громадянську війну.
У 20-х — 30-х роках повернули у стрій майже усі кораблі Амурської флотилії, які підлягали відновленню. Вони взяли участь у боях з китайськими військами під час конфлікту на Китайско-Східній залізниці. На той час річкові сили на Далекому сході вважалися достатніми, планувалося поповнити їх лише бронекатерами. Та на початку 30-х стратегічна ситуація докорінно змінилася через захоплення Японією Маньчжурії. Через це радянський уряд у 1933 році дав вказівку посилити оборону на ріках Амур та Уссурі, зокрема запланував будівництво річкових моніторів.

## Проєктування
Оскільки на той час південна частина Сахаліну належала Японії, у випадку війни з нею Татарська протока разом з гирлом Амуру ставали районом бойових дій. У 1933 році у Комсомольску-на-Амурі заклали суднобудівний завод, який у перспективі розглядався як найпотужніший промисловий центр на Далекому Сході СРСР. Ці стратегічні обставини, а також специфічні гідрографічні особливості Татарської протоки та нижньої течії Амуру, визначали потребу у спеціалізованих кораблях для дій у відповідних акваторіях. Згідно з прийнятих тоді поглядів на бойове застосування класів бойових кораблів, вважали що найбільш прийнятним варіантом було б побудова певного гібриду монітора і  броненосця берегової оборони.
Конструктори орієнтувалися на сучасні їм броненосці берегової оборони, які тоді побудувала Фінляндія. Їх компонування нагадувало пре-дредноути, кораблі мали  280-мм гармати та були досить морехідні. Але вони були завеликими для дій навіть на такій великій ріці як Амур. Тож у розмірах корабля орієнтувалися на перевірені кораблі типу «Шквал», але за схемою броненосця та більш морехідними. Тактико-технічне задання от 26 грудня 1933 року передбачало оснащення моніторів  вісімкою 130-мм гармат у чотирьох баштах.
Планувалося будувати монітори трьох типів, кожен з яких був би пристосований до дій у певному географічному районі — від Благовіщенська по ріці Сунгарі, у сеиредній течії Амуру, у нижній течії Амуру та Татарській протоці. Кораблі будувалися за загальним принципом і відрізнялися водотоннажністю, осадкою, кількістю гармат та потужністю двигунів. Пізніше два проєкти кораблів для перших двох районів об'єднали в один проєкт моніторів «Шилка».
Проєктувальники не могли вкластися у задані розміри корабля. У проєкті 1190, затвердженому 2 червня 1935 року, були відсутні зенітні гармати, натомість передбачалось розмістити гідролітак СПЛ.
У постанові уряду 1935 року встановлено такі тактико-технічні характеристики корабля: водотоннажність 1620 тонн, осадка 2,7 метра, швидкість 15 вузлів (28 км/год), броня від 4 до 100 мм, озброєння: вісім  спарених 130-мм гармат в баштах, шість 45-мм універсальних гармат у шести баштах 40-К шість 12,7-мм кулеметів ДШК в трьох баштпах, три літака ОСГА-101. Монітор мав обводи носу криголаму.

## Будівництво
Головний корабель проєкту 1190 монітор «Лазо» (з 1940 року «Хасан») заклали на заводі" Червоне Сормово в Горькому 18 квітня 1936 року. За ним послідували ще два — «Сімбирцев» (Перекоп) і «Серишев» (Сиваш). Їх складали та добудовували у Хабаровську, куди їх доправляли секціями залізницею.
Але 2 березня 1938 року Нарком ВМФ затверджує зміни в проєкт будувалися моніторів. Водотоннажність ще зросла, а кількість башт головного калібру скоротили до трьох. Замість четвертої вирішили встановити спарену 76-мм зенітну установку 39-До. Тепер стандартна водотоннажність повинна була становити 1630, а повна — 1790 т при довжині 83 м і осадці 2,85 м. З таким озброєнням монітори типу 1190 і побудували. Але їх розміри у процесі будівництва ще зросли.
Спорудження моніторів йшло повільно і ускладнювалось переробками, викликаними змінами складу озброєння і зростанням ваги башт головного калібру. Для цих кораблів вирішили спроєктувати нові башти Б-28. Завдання на їх розробку видали ще в березні 1936 року, але розробка затягнулася, і проєкт затвердили лише у грудні 1939 року. Башта Б-28 розроблялася паралельно з баштою Б-2-ЛМ для есмінців. Спочатку, в грудні 1938 року підготували ескізний проєкт башти Б-2-КМ, на 80 % уніфікованої з Б-2-ЛМ і для крейсерів і моніторів. Але тоді від них відмовилися на користь Б-28. Полігонні випробування дослідної башти пройшли в березні-квітні 1941 року, і в квітні 41-го почали заводські випробування перших шести серійних веж, з них три доставили на Амур і встановили на головному моніторі «Хасан». Оскільки Б-28 виготовляв завод «Більшовик», то з початком блокади Ленінграда їх виробництво припинили і через малосерійність ніде не відновлювали. Але «Перекоп» і «Сиваш» вже були на плаву, тоді і реанімували ідею модифікації Б-2-ЛМ. В 1943 році завершили розробку башти Б-2-ЛМТ з посиленим бронюванням і в 1946 році виготовили шість башт Б-2-ЛМТ для другого і третього моніторів проєкту 1190.
Створення нових кораблів проєкту 1190 було пов'язане з великими труднощами. Флот, прагнучи отримати найбільш досконалі монітори, постійно змінював і доповнював вимоги. У проєкт заклали типи озброєння, яких ще не було у наявності. Якщо будівництво корпусів йшло за планом, то башти головного калібру перебували в стадії розробки і не навіть не було визначено тип башти (зі спареними чи з окремою гарматою). Але затвердили тип гармат: 130-мм 50 каліберну гармату Б-13 (Б — заводу «Більшовик»).
Доповнення і поліпшення не припинялися: на бойовій рубці зробили верхній ходовий місток з 7-мм броньовим бортом, потім його продублювали кормовим ходовим містком з таким же бортом на висоті 8,3 м від ватерлінії. Але досвід війни в Іспанії показав вразливість від вогню штурмої авіації відкритих бойових постів та низьку ефективність неавтоматичних гармат малого калібру.
Невеликий напів-бак дозволяв кораблям виходити з Амуру в Татарську протоку при хвилюванні 5-7 балів.
Бронювання — 37,5 і 75 мм головний пояс (в центрі і в краях), 25 і 40 мм бронепалуба (в центрі і в краях), 50 і 100 мм башти головного калібру (борти та лоб).
До 1938 року будівництво моніторів опинилося у глухому куті. Кораблі були сильно переобтяжені, осаду перевищили допустиму осадку, а так як додаткова вага була вища головної палуби, то зменшилася і стійкість. Для збереження стійності між 55-м і 56-м шпангоутами зробили циліндричну вставку довжиною 6 м, зняли одну башту головного калібру, авіаційне обладнання та літаки, черговий раз перемістили зенітну артилерію і кулемети. На озброєнні моніторів запровадили універсальну артилерію середнього калібру з системами управління зенітним вогнем і дві башти 39-Бо. Вони встановлювалися на місці третьої башти головного калібру на броньованій надбудові, стабілізований візирний пост (СВП) стояв на кормовій частині верхнього містка. Командно-дальномірний пост (КДП) нового типу Б-43-2 з двома 4-метровими далекомірами був розміщений над штурманської рубкою на циліндричній колоні. Башти 40-До замінені на 41- зі спареними 45-мм гарматами і перенесені з країв на другий ярус надбудови, а далекомір для них (ДМ-1,5) — на відкритий майданчик верхнього містка (майже єдиний бойовий пост, не захищений бронею). Чотири башти ДШКМ-2Б з кулеметами розмістили попарно на другому ярусі надбудови на крилах містка в закритих казематах, а п'яту (на палубі у 112-го шпангоута), яка опинилася в зоні газового конуса при стрільбі башти головного калібру, перенесли в район 119-го шпангоута. За спогадами матросів, які служили у війну, цю башту просто не встановили.
Після вжиття термінових заходів роботи в Сормово завершились та 25 липня 1939 року ешелон с секціями кораблів (20 платформ) відправили у Хабаровськ, де у листопаді заклали монітор «Хасан» (до того часу монітори отримали нові назви: «Хасан», «Перекоп» и «Сиваш»). 30 августа 1940 року «Хасан» спустили в Амур.
Всього побудовано три монітора:
- «Хасан» (до 25 вересня 1940 року «Лазо»),
- «Перекоп» (до 25 вересня 1940 року «Сімбирцев»),
- «Сиваш» (до 25 вересня 1940 року «Серишев»), з 15 вересня 1960 року ПКЗ-22, з 31 липня 1964 року ПКДС-7.

## Служба
«Хасан» тільки в грудні 1942 року вступив у стрій. Незабаром його передислокували до місця базування — Ніколаевске-на-Амурі.
Місце бази обрано з урахуванням необхідності захисту нового промислового і суднобудівного центру на Далекому Сході — Комсомольська-на-Амурі, де йшла будівництво кораблів для Тихоокеанського флоту.
«Перекоп» до 25 вересня 1940 року носив ім'я «Сімбирцев». Корабель 14 червня 1941 року був спущений на воду.
Через відсутність гарматних веж Б-28 і необхідністю якнайшвидшого введення корабля в лад, на «Перекопі» були встановлені палубні щитові 130/50-мм гармати Б-13-2с.
30 січня 1944 року корабель вступив у стрій і був включений до складу Північної Тихоокеанської військової флотилії.
Початок радянсько-японської війни зустрів у Ніколаевске-на-Амурі. У бойових діях участі не брав.
Після 1945 року служив навчальним кораблем.
У 1947 році  одно-гарматні установки Б-13-2с були замінені на двогарматні установки Б-2ЛМТ і 30 вересня 1947 року корабель знову увійшов у стрійз новим озброєнням.
12 січня 1949 року перекласифіковано в морській монітор, а 8 липня 1951 року — в річковий монітор.
11 червня 1953 року монітор був виведений з бойового складу і законсервований.
23 березня 1960 року «Перекоп» роззброєний, виключений зі складу ВМФ і переданий Хабаровському суднобудівному заводу для використання в службових допоміжних цілях.
Монітор «Сиваш» спущений на воду 1 жовтня 1941 року. Добудовувався вже після війни і отримав штатне озброєння. На ньому відпрацьовували способи бойового застосування моніторів на Амурі. Виключений з флоту наприкінці 50-х років. Після роззброєння своїм ходом перейшов на Камчатку, де використовувався як енергетична станція, потім як склад.
Після поразки Японії в 1945 році монітори багато в чому втратили значення, так захист Амура майже втратив актуальність, а застосовувати їх на Тихому океані було неможливо через низьку морехідність. Всі кораблі цього типу виведені зі складу флоту до 1961 року.

## Тактико-технічні характеристики (монітор «Хасан», 1944р.)
Водотоннажність, тонн:
- стандартне — 1729
- нормальне — 1818
- повне — 1900

Висота над ватерлінією, м:
- верхня палуба — 1,3
- палуба бака — 2,6
- палуба юта — 1,2
- ходовий місток — 8,3
- клотик — 21,3

Швидкість ходу, вузли/км/год:
- 15,4 максимальна
- 11,0 економічна

Дальність плавання, милі/км:
- при швидкості 11 вузлів (20,4 км/год) — 5513 (10 200 км)
- при швидкості 10 вузлів (18,5 км/год) — 5920 (11 000 км)

## Монітори тип «Хасан» в моделізмі
Видавництвом «Орел» (Херсон, Україна) у журналі «Бумажное моделирование» № 42 випущена картонна збірна модель монітора «Хасан» у масштабі 1:200